# WASP-14
WASP-14 – gwiazda typu widmowego F znajdująca się w gwiazdozbiorze Wolarza 521 lat świetlnych od Ziemi. Po obserwacji gwiazdy w ramach programu SuperWASP, WASP-14 zakwalifikowano do gwiazd zmiennych. Wokół WASP-14 krąży planeta WASP-14 b. 

## System planetarny
W 2008 roku odkryto krążącą wokół WASP-14 planetę WASP-14 b. Odkrycia dokonano metodą tranzytu w ramach projektu SuperWASP. 